# Lycée Notre-Dame Saint-Sigisbert
Le lycée Notre-Dame/Saint-Sigisbert est un établissement privé catholique sous contrat d'association avec l'État. Il est l'un des principaux lycées nancéiens. Il fait partie de l'ensemble scolaire Notre-Dame Saint-Sigisbert (de la maternelle aux classes préparatoires aux grandes écoles).

## Histoire

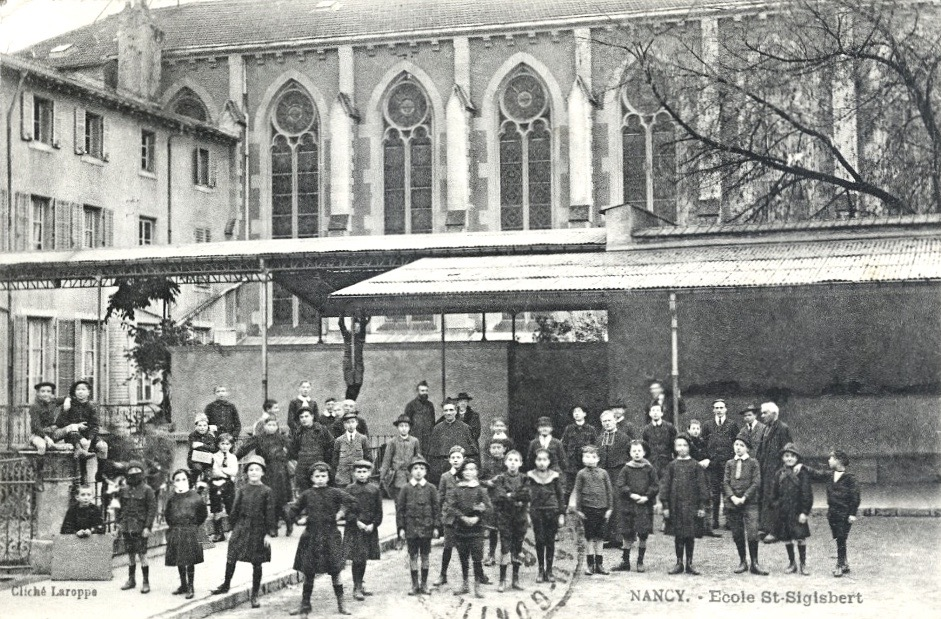
Sigis au début du XXe siècle.

L'ensemble scolaire Notre-Dame Saint-Sigisbert, situé au centre de la ville de Nancy, en Lorraine, est issu de la fusion, à partir de 1991, du Cours Notre-Dame, fondé en 1919 par les chanoinesses de Saint-Augustin (ordre religieux fondé par la bienheureuse Alix Le Clerc), et de l'École Saint-Sigisbert (nommée ainsi en l'honneur de Sigebert III et surnommée Sigis), fondée en 1881 par le diocèse de Nancy.
L'école Saint-Sigisbert prit ce nom en 1881 lorsqu'elle succéda à la Maison des Étudiants, fondée en 1864 par l'évêque Charles Martial Lavigerie lors du rétablissement de l'Université de Nancy ; elle fusionna en 1912 avec l'École Saint-Léopold, succursale nancéienne créée par l'Institution de La Malgrange en 1846.
Les locaux, occupés autrefois par René-Charles Guilbert de Pixerécourt puis par les Jésuites, comprennent une chapelle du XIXe siècle de style néogothique, où un nouvel orgue a été installé en 2006, pour remplacer celui de 1930. Le lycée a remis les reliques de la bienheureuse Alix Le Clerc, qu'il conservait, à la cathédrale de Nancy le 14 octobre 2007.

## Classement du lycée
En 2015, le lycée se classe 1er sur 25 au niveau départemental quant à la qualité d'enseignement et 214e au niveau national. Le classement s'établit sur trois critères : le taux de réussite au bac, la proportion d'élèves de première qui obtient le baccalauréat en ayant fait les deux dernières années de leur scolarité dans l'établissement, et la valeur ajoutée (calculée à partir de l'origine sociale des élèves, de leur âge et de leurs résultats au diplôme national du brevet).

## Informations
- Adresse : 19 cours Léopold, 54000 Nancy Cedex
- Section Abibac
- Section OIB américaine (à partir de la sixième)
- Sections européennes (anglais et allemand à partir de la cinquième ; italien, espagnol à partir de la Seconde)
- Langues enseignées : anglais, italien, espagnol, allemand, grec ancien, latin
- Nombre d'élèves : environ 500 lycéens
- Classes préparatoires aux Grandes Écoles : B/L (Hypokhâgne-Khâgne lettres et sciences sociales)
- Classe à projet : Section européenne, Section internationale, Section Abibac, Section Humaniste.

## Échanges
Le lycée Notre-Dame Saint-Sigisbert effectue des échanges dès la classe de seconde avec :
- le collège Mount Saint Mary à Spinkhill (Derbyshire) en Angleterre ;
- le lycée scientifique Enrico Fermi à Padoue en Italie (les villes de Nancy et de Padoue sont jumelées) ;
- le gymnasium Johanneum de Hombourg (Sarre) en Allemagne ;
- le lycée de Kanazawa au Japon.
- Collège Lord Byron à Lima au Pérou .

## Anciens élèves
- Louis Marin (1871-1960), député et ministre[5]
- Charles Guérin (1873-1907), poète
- Edmond des Robert (1878-1955), président de la Société d'archéologie lorraine et du Musée historique lorrain[6]
- Eugène Tisserant (1884-1972), cardinal, membre de l'Académie française
- Étienne Drioton (1889-1961), égyptologue
- Michel Madelin (1908-1985), colonel de l'air, sénateur des Vosges, prof de math à Sigis
- François Valentin (1909-1961), député et sénateur
- Pierre Schaeffer (1910-1995), compositeur
- Jean Streiff (1911-1999), évêque de Nevers
- Marcel Martin (1916-2009), conseiller d'État (1963), sénateur[7] (1965-1974), maire de Nancy (1970-1977)
- François Guillaume (né en 1932), député et ministre
- Jean-Pierre Cattenoz (né en 1945), archevêque d'Avignon
- Étienne Tête (né en 1956), homme politique
- François Chérèque (1956-2017), secrétaire général de la CFDT
- Joseph de Metz-Noblat (né en 1959), évêque de Langres
- Olivier Baratelli (né en 1964), avocat
- Jean-Philippe Jaworski (né en 1967), écrivain de fantasy
- Étienne Meyer (né en 1976), chef d'orchestre
- Johann Vexo (né en 1978), organiste
- Claire Fercak (née en 1982), écrivaine
- Vérino (né en 1982), comédien
- Anne-Laure Blin (née en 1983), députée de la 3e circonscription de Maine-et-Loire
- Carole Grandjean (née en 1983), députée de la 1e circonscription de Meurthe-et-Moselle, ministre déléguée chargée de l'enseignement et de la formation professionnels
- Thibault Bazin (né en 1984), député de la 4e circonscription de Meurthe-et-Moselle

Le lycée La Malgrange et Saint-Sigisbert n'ayant pendant longtemps formé qu'une seule maison, l'association des anciens élèves de La Malgrange - Saint-Sigisbert conserve cette spécificité en ayant comme membres les élèves des deux écoles. Encore aujourd'hui, tout élève de La Malgrange ou de Saint-Sigisbert peut faire partie de cette association. Une seconde association réunit depuis 1996 les élèves de Notre-Dame Saint-Sigisbert, ensemble scolaire né de la fusion du Cours Notre-Dame et de l'Ecole Saint-Sigisbert en 1991.